# Colombo
 Ikke at forveksle med Columbo.
 For alternative betydninger, se Colombo (flertydig). (Se også artikler, som begynder med Colombo)
Colombo (singalesisk: කොළඹ, tamil: கொழும்பு) er Sri Lankas økonomiske og kommercielle hovedstad og største by. Byen har 752.993(2011) indbyggere, men med forstæder når tallet dog op på 2,2 mio. Colombo ligger på Sri Lankas vestkyst og er naboby til Sri Jayawardenapura-Kotte, Sri Lankas administrative og politiske hovedstad.